# Hearts That Strain
Albums de Jake Bugg
On My One
(2016)
Hearts That Strain est le quatrième album studio de l'auteur-compositeur-interprète de rock anglais Jake Bugg. L'album est sorti le 1er septembre 2017. L'album a reçu des critiques mitigées de la part des critiques. 

## Liste des pistes
Toutes les chansons sont écrites et composées par Jake Bugg.
| 1.    | How Soon the Dawn         | 2:48 |
| 2.    | Southern Rain             | 3:54 |
| 3.    | In the Event of My Demise | 2:54 |
| 4.    | This Time                 | 3:15 |
| 5.    | Waiting (avec Noah Cyrus) | 3:11 |
| 6.    | The Man on Stage          | 3:17 |
| 7.    | Hearts That Strain        | 3:34 |
| 8.    | Burn Alone                | 2:40 |
| 9.    | Indigo Blue               | 3:28 |
| 10.   | Bigger Love               | 2:56 |
| 11.   | Every Colour in the World | 3:57 |
| 35:54 |                           |      |

## Classements
| Classement                      | Position maximale |
| ------------------------------- | ----------------- |
| Australie (ARIA)                | 44                |
| Belgique (Flandres)             | 37                |
| Belgique (Wallonie)             | 102               |
| France (SNEP)                   | 165               |
| Irlande (IRMA)[réf. nécessaire] | 62                |
| Nouvelle-Zélande (RMNZ)         | 1                 |
| Suisse (Schweizer Hitparade)    | 80                |
| Royaume Uni (OCC)               | 7                 |